# ساندویچ گوشت قلقلی
ساندویچ گوشت قلقلی یا ساندویچ کوفته قلقلی یک ساندویچ رایج است که بخشی از چندین غذا از جمله غذاهای ایتالیایی-آمریکایی و غذاهای آمریکایی است.

## بررسی اجمالی
ساندویچ در درجه اول از گوشت قلقلی، سس گوجه فرنگی یا سس مارینارا و نان مانند نان ایتالیایی، باگت و نان رول تشکیل شده‌است. گاهی از پنیرهایی مانند پروولون و موزارلا به عنوان یک ماده استفاده می‌شود. مواد اضافی می‌تواند شامل سیر، فلفل سبز و کره باشد. گاهی به شکل ساندویچ زیردریایی تهیه می‌شود.     

## تاریخچه
گفته شده‌است که ساندویچ کوفته قلقلی در حدود اوایل قرن بیستم در ایالات متحده اختراع شد.

## نگارخانه

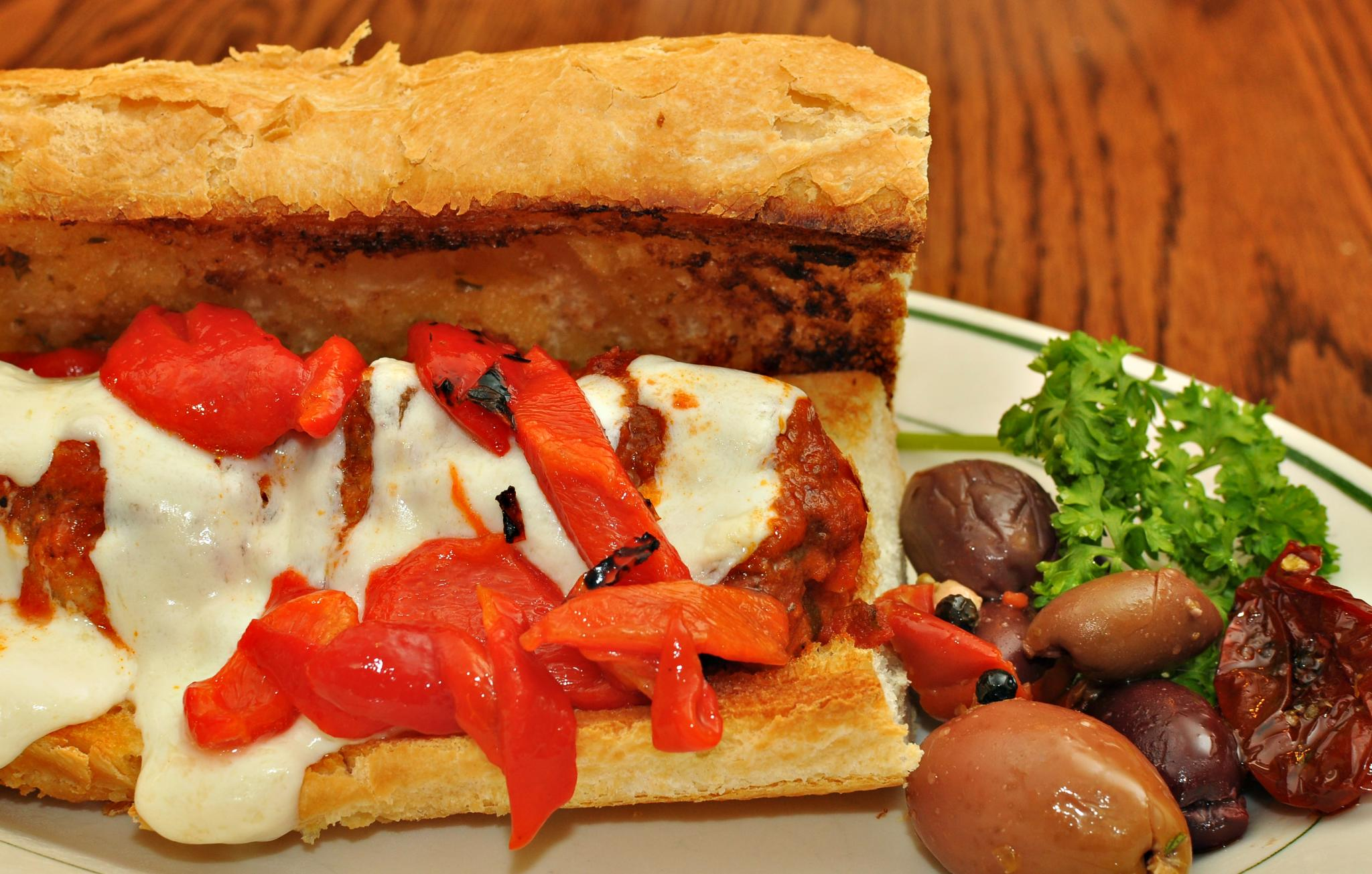
یک ساندویچ کوفته با سس مارینارا، موزارلا و فلفل بوداده
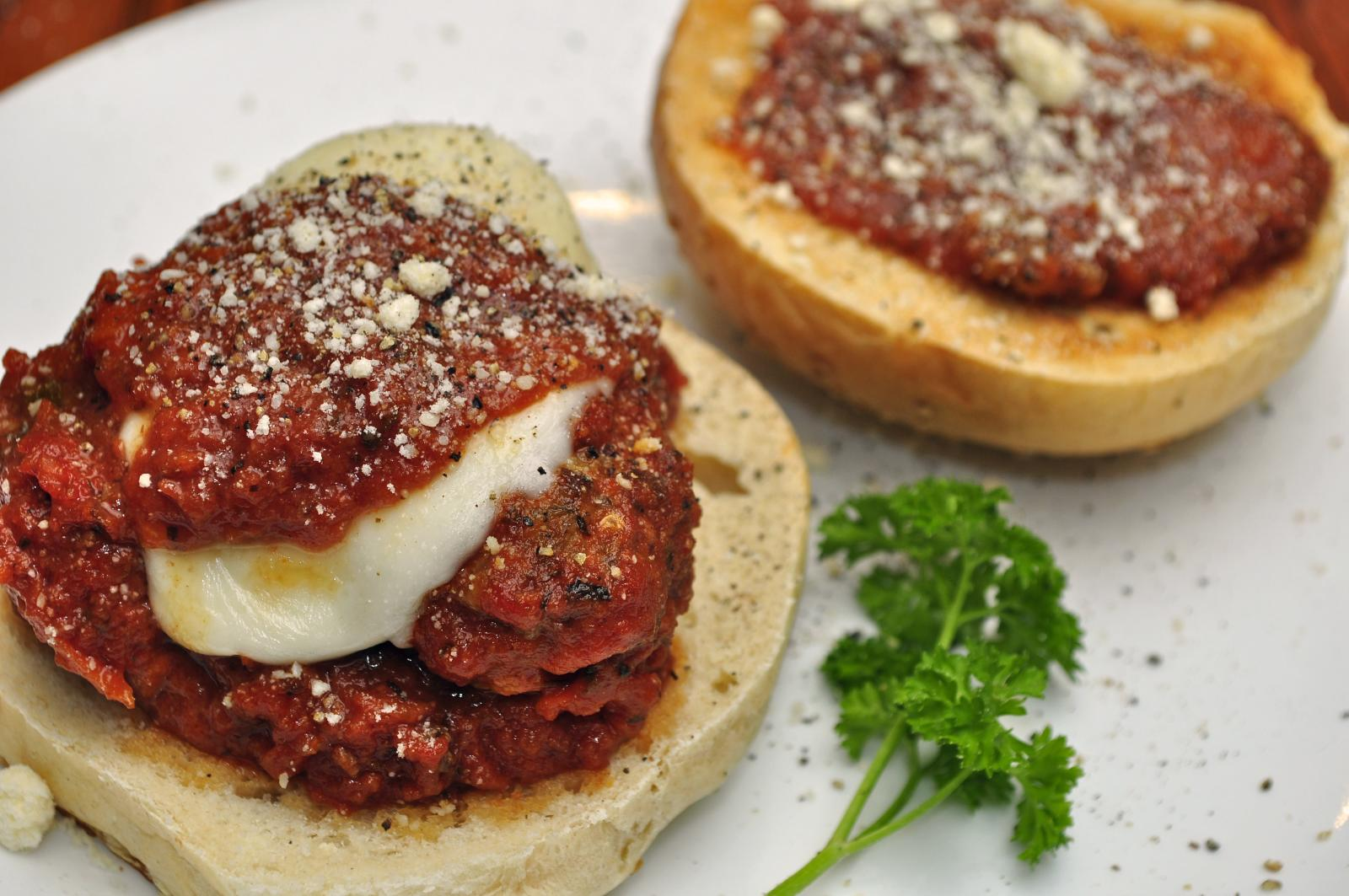
ساندویچ کوفته‌ای که با نان پخته شده‌است
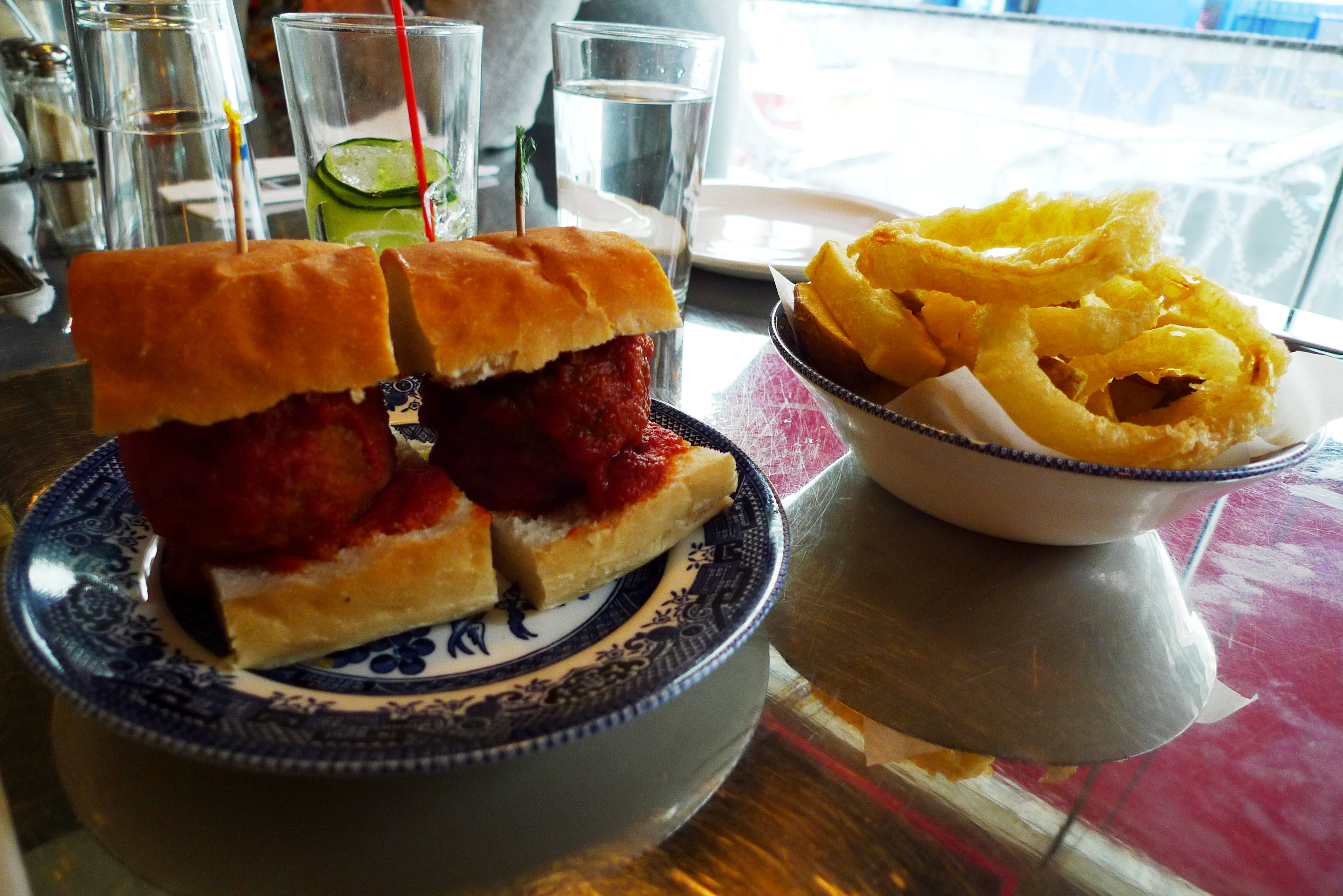
یک ساندویچ کوفته با حلقه‌های پیاز در یک رستوران لندن
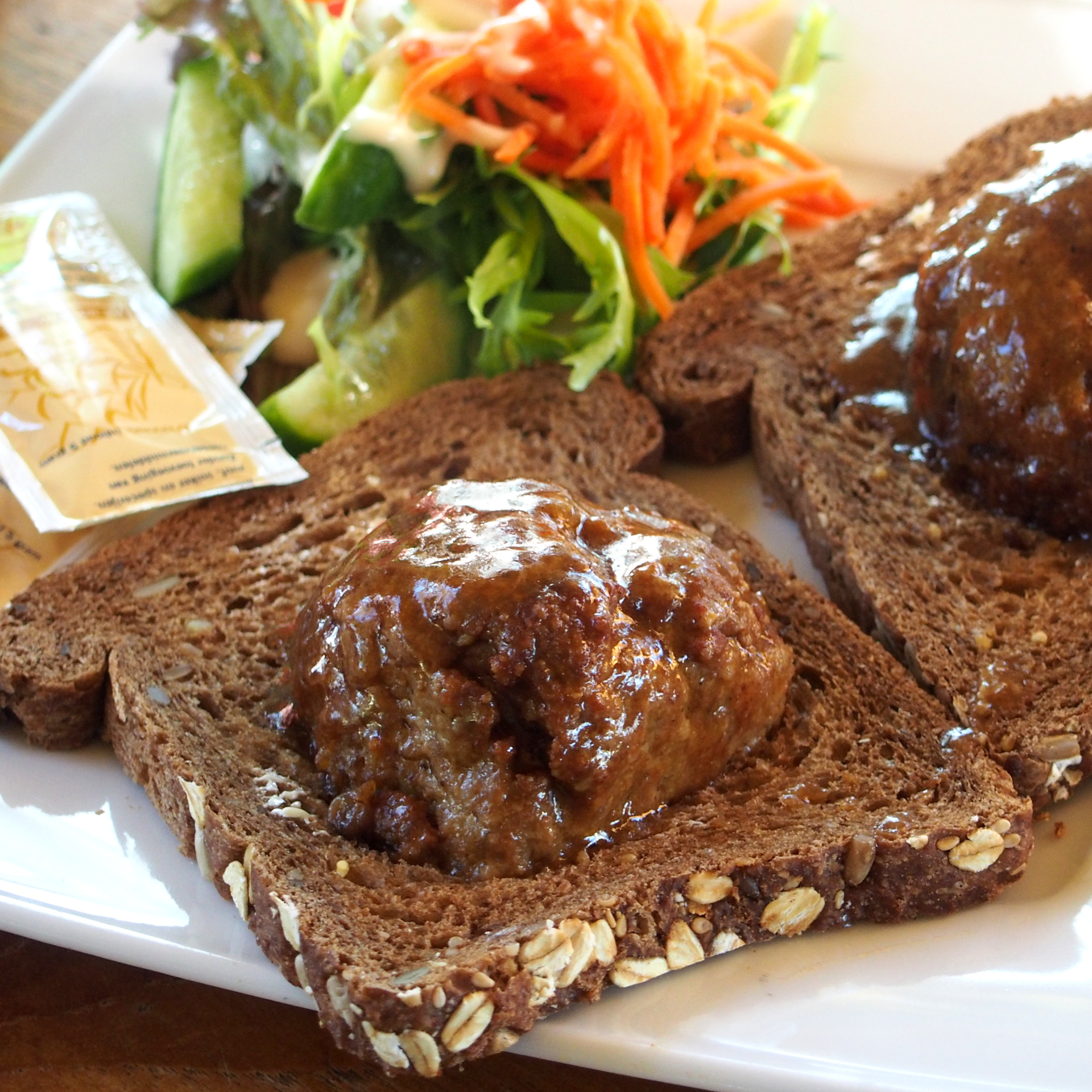
برودجه بال با سس در هلند
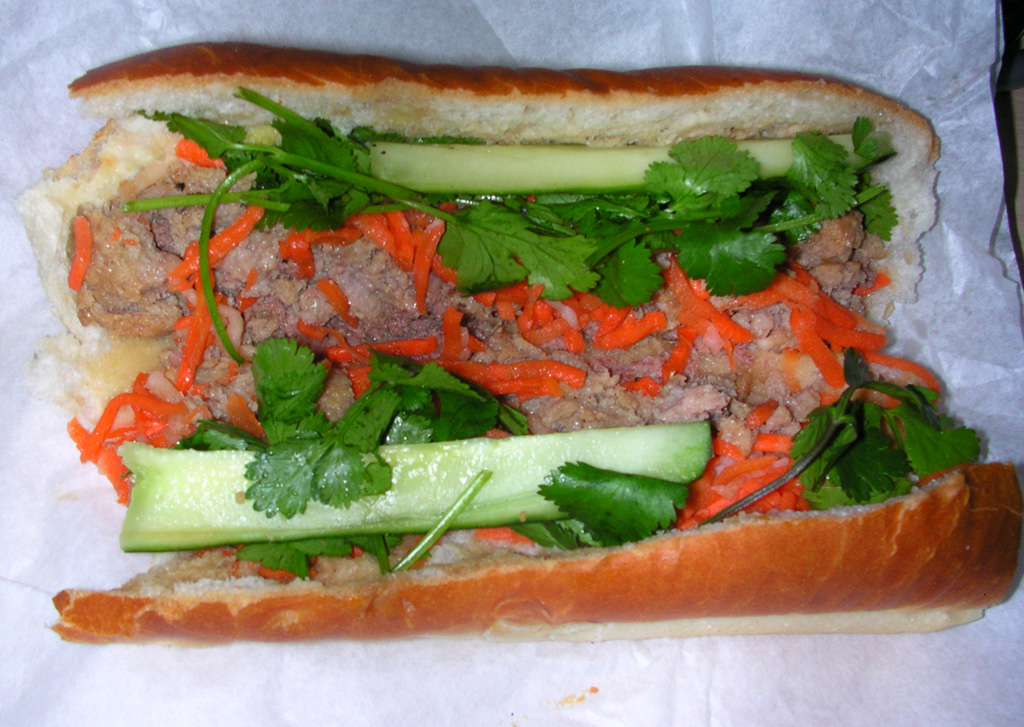
یک بان میی به سبک ویتنامی با کوفته
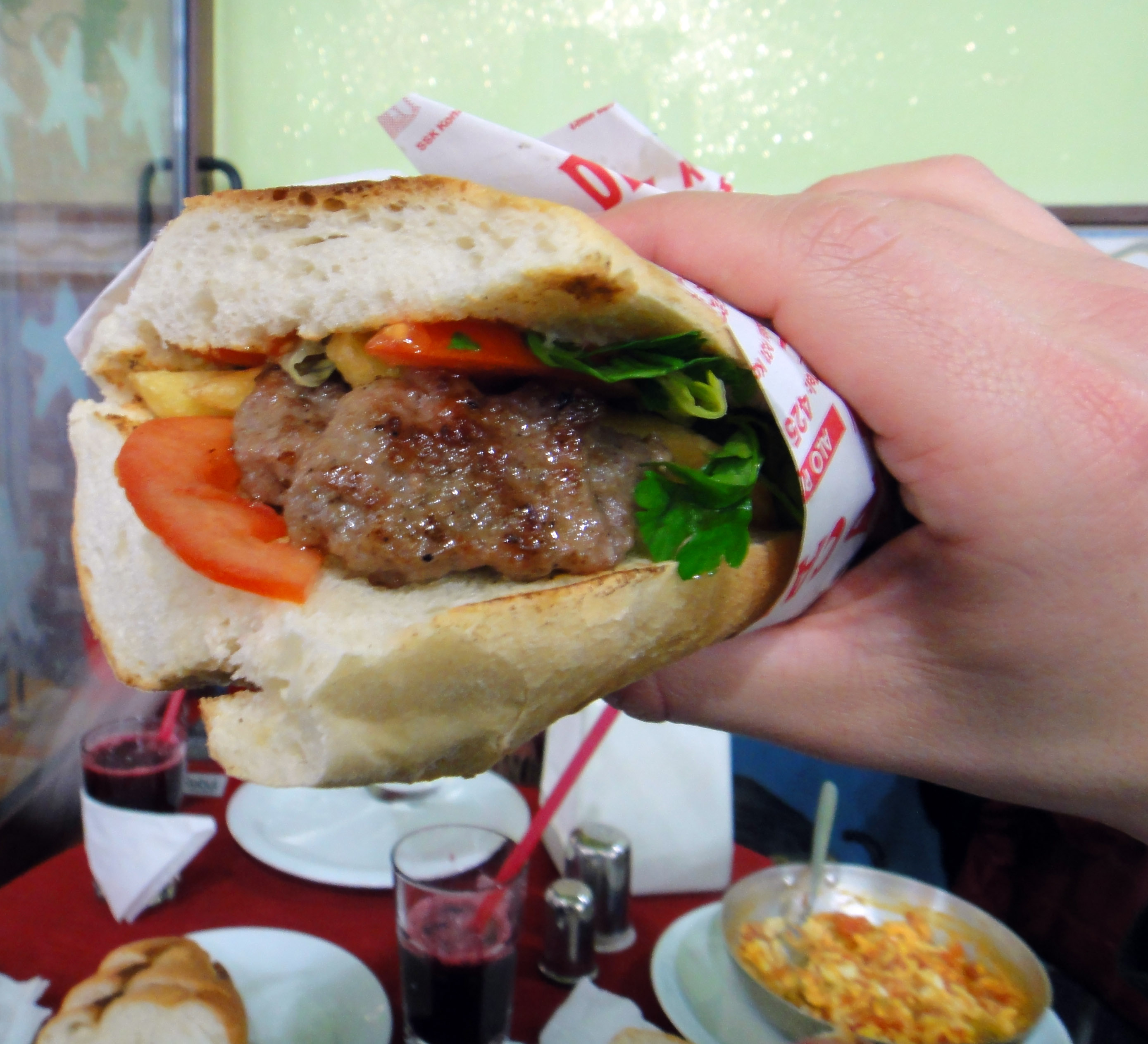
یک ساندویچ با کوفته در ترکیه